# یوپ کاپلمان
یوپ کاپلمان (به آلمانی: Jupp Kapellmann) بازیکن فوتبال و مدافع اهل آلمان است که از سال ۱۹۷۳ میلادی عضو تیم ملی فوتبال آلمان بوده‌است. وی در ۵ بازی ملی حضور داشته است و آخرین بازی ملی خود را در سال ۱۹۷۴ میلادی انجام داد. یوپ کاپلمان در بازی‌های ملی‌اش گلی به ثمر نرساند.